# Temelucha boops
Temelucha boops är en stekelart som först beskrevs av Joseph Augustine Cushman 1934.  Temelucha boops ingår i släktet Temelucha och familjen brokparasitsteklar. Inga underarter finns listade i Catalogue of Life.